# Cruise To Destiny
Cruise To Destiny, también denominado Cruise To Destiny (Topographic Dreamtime), es el sexagésimo segundo álbum de estudio del grupo alemán de música electrónica Tangerine Dream. Publicado en abril de 2013 por el sello Eastgate destaca por ser un álbum con regrabaciones de temas clásicos de su catálogo originalmente pensadas para su interpretación en la gira de conciertos «Cruise To The Edge 2013» junto a otras figuras musicales del rock progresivo como Yes, Steve Hackett, Saga, Carl Palmer, UK o Nektar.
Sylvain Lupari, en su reseña para la web Synths & Sequences, destaca que "a pesar de su apariencia de enésima compilación Cruise to Destiny tiene todos los elementos necesarios para cautivar a aquellos a quienes les gusta la música de Tangerine Dream, así como a aquellos que conocen al grupo solo tangencialmente. Y maldita sea que Tangerine Dream hace buena música. Es solo que la banda no se halla donde nos gustaría."

## Producción
En noviembre de 2012 Tangerine Dream anunció su inclusión en «Cruise To The Edge 2013», una serie de conciertos que tendrían lugar durante un crucero en el Mar Caribe. Sin embargo en marzo de 2013 tuvieron que cancelar su participación debido a la convalecencia de Edgar Froese, que sufrió un accidente sobre hielo, y de Linda Spa. En enero de 2013, en los estudios Eastgate de Viena, se grabaron gran parte de las canciones previstas para el concierto que fueron publicadas en abril del mismo año.
La selección de canciones incluye un amplio número de temas de la denominada «Melrose Years», procedentes de los álbumes Optical Race (1988), Lily on the Beach (1989) y Melrose (1990). También se incluyen canciones de la banda sonora de Sorcerer (1977) y de los álbumes de estudio Summer in Nagasaki (2007), The Endless Season (2010), The Gate Of Saturn (2011) y The Angel From The West Window (2011). La canción que cierra el álbum es una nueva versión, con arreglos de Thorsten Quaeschning, de «Moon River» compuesta por Henry Mancini para la banda sonora de la película Breakfast at Tiffany's.

## Lista de temas
| N.º   | Título                              | Escritor(es)                                                | Duración |  |
| 1.    | «Devotion»                          | Edgar Froese                                                | 7:26     |  |
| 2.    | «Betrayal (Sorcerer Theme)»         | Christopher Franke Edgar Froese Peter Baumann               | 3:50     |  |
| 3.    | «Three Bikes In The Sky»            | Edgar Froese Paul Haslinger                                 | 6:01     |  |
| 4.    | «A Wise Fisherman's Nocturnal Song» | Edgar Froese                                                | 4:07     |  |
| 5.    | «The End Of Bondage»                | Thorsten Quaeschning                                        | 5:31     |  |
| 6.    | «Too Hot For My Chinchilla»         | Edgar Froese Paul Haslinger                                 | 3:51     |  |
| 7.    | «Dream Phantom Of The Common Man»   | Edgar Froese                                                | 8:31     |  |
| 8.    | «Sungate»                           | Edgar Froese Paul Haslinger Ralf Wadephul                   | 4:52     |  |
| 9.    | «Hoël Dhat The Alchemist»           | Edgar Froese                                                | 7:10     |  |
| 10.   | «Cat Scan»                          | Edgar Froese Paul Haslinger                                 | 5:47     |  |
| 11.   | «Paradise Cove»                     | Edgar Froese Paul Haslinger                                 | 3:51     |  |
| 12.   | «Dreaming In A Kyoto Train»         | Edgar Froese                                                | 7:30     |  |
| 13.   | «Moon River»                        | Henry Mancini Johnny Mercer Thorsten Quaeschning (arreglos) | 4:54     |  |
| 73:21 |                                     |                                                             |          |  |

## Personal
- Edgar Froese - instrumentación, diseño y producción
- Bernhard Beibl - guitarra
- Hoshiko Yamane - violín
- Iris Camaa - percusión
- Linda Spa - instrumentación
- Christian Gstettner - ingeniero de grabación
- Harald Pairits - masterización
- Bianca F. Acquaye - producción ejecutiva y diseño